# Karshomyia marikovskii
Karshomyia marikovskii är en tvåvingeart som först beskrevs av Boris Mamaev 1961.  Karshomyia marikovskii ingår i släktet Karshomyia och familjen gallmyggor. Inga underarter finns listade i Catalogue of Life.